# Motta (empresa alimentaria)
Motta S.p.A. es una empresa alimentaria italiana que produce dulces y helados. Fue fundada en Milán en 1919 por Angelo Motta. La rama que actualmente produce los helados es propiedad de la multinacional suiza Nestlé, mientras que el sector de productos de bollería y dulces, que representa el mayor volumen de negocio, fue adquirido en 2009 por la empresa italiana Bauli S.p.A.
Es, junto a Ferrero, una de las empresas del sector del dulce más famosas del mundo.

## Historia
Motta nace como empresa alimentaria en 1919 en un pequeño obrador artesanal de elaboración de dulces, el "Angelo Motta pasticciere", en la calle Chiusa de Milán. Fue creada por Angelo Motta. Su producto más famoso era el panettone, producto típico milanés de repostería tradicional.

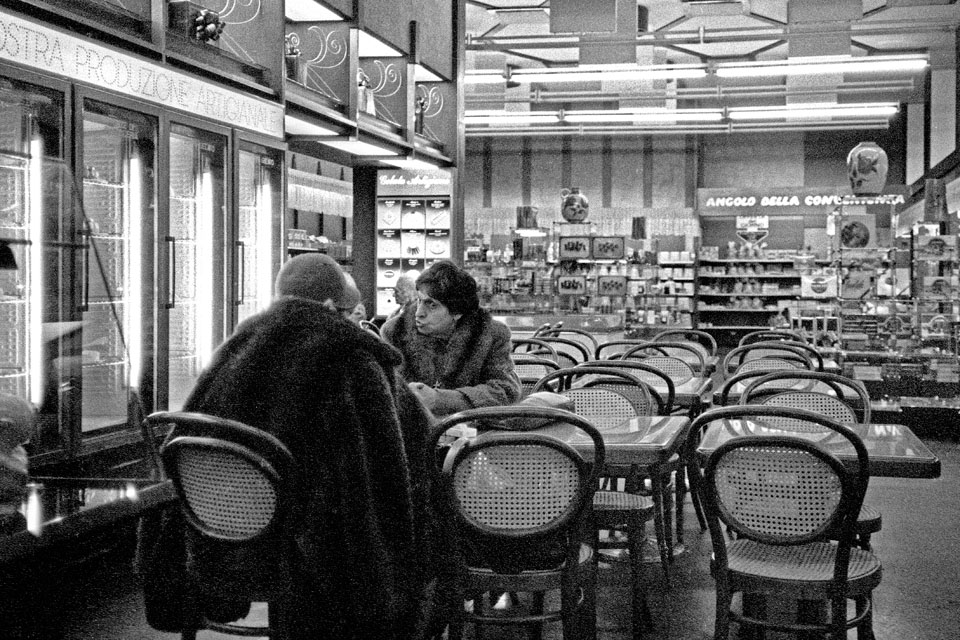
Milán, interior del bar "Motta" en la calle Battistotti Sassi, anexo a la fábrica de repostería homónima

Gracias al gran éxito del panettone y del resto de sus elaborados, en 1925 abre su segundo obrador, que tiene locales más amplios, en la calle Carlo Alberto. En 1928 abre un comercio encima de los locales de ese segundo obrador. En años sucesivos abrió locales en Milán, en la Avenida Buenos Aires, Plazuela Baracca, Calle Corsica, Plazoleta Carrobbio, Avenida Garibaldi y la Plaza de la Catedral.
En 1934, Angelo Motta funda el "Premio de la Noche de Navidad" (Premio della Notte di Natale).
En 1937, la empresa Motta pasa a ser una sociedad anónima.
En verano de 1955 nace la división industrial dedicada a la elaboración de helados, con el famoso helado Mottarello.
En los años 70 del siglo XX, la empresa Motta se vende a la sociedad SME, sector agroalimentario del grupo italiano IRI (Instituto para la Reconstrucción Industrial).
A raíz de la adquisición de la SME por parte de la marca alimentaria italiana Alemagna, la división de elaboración de helados se engloba en la Italgel, una sociedad anónima alimentaria italiana. El resto de Motta y de Alemagna, pasan a formar la Unidal (Unión de industrias del dulce y alimentarias, en italiano Unione industrie dolciarie e alimentari) y, a continuación, el "Gruppo Dolciario Italiano", ambas del grupo SME.
En 1993 el IRI vende a la empresa alimentaria suiza Nestlé las marcas Italgel (Gelati Motta, Antica gelatería del corso, La Valle degli Orti), así como el Gruppo Dolciario Italiano (Motta Alemagna).

## Evolución actual
La marca Italgel desapareció a finales del siglo XX. Toda la gestión de sus divisiones de helados y ultracongelados pasó a Nestlé, que ha desarrollado una mayor especialización de las marcas. Así, la marca Gelati Motta se especializó en helados de consumo de calle; Antica Gelateria del Corso se ofrece para un consumo de calidad en restaurantes; la Alemagna incluye productos como pastelería ultracongelada y croissants; Buitoni y La valle degli Orti se dedican a productos alimentarios para el comercio minorista y platos preparados. Gelati Motta tiene también la licencia para elaborar gelados de la marca Hello Kitty.
Respecto a la repostería,  Motta y Alemagna están especializadas en la elaboración de productos estacionales como pandoro, panettone y Colomba Pasquale.
Las unidades productivas de helados y ultracongelados siguen siendo las históricas de los años 70 (siglo XX), con la mayor parte de la producción con base en Parma y Ferentino. La sede administrativa está en la central de Nestlé Italia SpA en 
Milán.

## Marca empresarial
La respostería tiene sus fábricas en Verona.
En 2009, el 31 de julio, en Verona, Nestlé y Bauli firmaron la adquisición por parte de la primera de parte de Bauli S.p.A.; en concreto el denominado Business Unit Forno, que elabora repostería, levaduras y productos horneados, que pasan a comercializarse con las marcas Motta, Alemagna, Tartufone Motta, Trinidad y Gran Soffice, en la fábrica de San Martino Buon Albergo.

## Comunicación
Consciente de la importancia de la comunicación televisiva, a finales de los años 80 del siglo XX la empresa lanzó una serie de campañas publicitarias dirigidas a dar a conocer mejor sus productos.
La popularidad de algunos de sus anuncios televisivos fue tal que algunas de sus frases se incorporaron al habla popular. Así entre ellas:
- Tartufon, c'est bon!
- Maxibon Motta, du gust is megl che uan!
- C'è Gigi? No? E la Cremeria?

En años sucesivos varias personas muy conocidas del mundo del espectáculo y del deporte protagonizaron su publicidad:
- En una serie de anuncios relativos a Maxibon aparecía Stefano Accorsi, un desconocido que luego saltó a la fama cinematográfica.
- Tras Accorsi y el Maxibon, se lanzó una nueva campaña publicitaria con la entonces desconocida Cristiana Capotondi, que después llegó a ser una conocida actriz italiana.
- El tenista Davide Sanguinetti intervino como protagonista, en los años 90 del siglo XX, en una campaña sobre el Maxicono Motta.
- En 1993, el protagonista de la campaña publicitaria del Maxicono Motta fue el jugador de balonvolea Andrea Giani.

## Deporte
Entre 1992 y 1994 Motta fue el patrocinador oficial del club de fútbol Milan.
Patrocinó, primero como Motta entre 1980 y 1993 y después, hasta 2002, como Nestlé, al equipo italiano de balonvolea Pallavolo Parma.

## Curiosidades
La empresa Motta fue la que elaboró el primer panettone, del que derivó la creación de uno más pequeño al que se llamó Mottino. En este caso, el nombre comercial del producto se confundió con una palabra común del habla del sur de Italia, sobre todo de Sicilia y Campania donde las típicas merendillas reciben el nombre dialectal de Mottino.